# Shiner
Shiner és una població dels Estats Units a l'estat de Texas. Segons el cens del 2000 tenia 2.070 habitants.

## Demografia
Segons el cens del 2000, Shiner tenia 2.070 habitants, 882 habitatges, i 572 famílies. La densitat de població era de 327,6 habitants per km².
Per edats la població es repartia de la següent manera: un 21,8% tenia menys de 18 anys, un 5,4% entre 18 i 24, un 23,1% entre 25 i 44, un 20,9% de 45 a 60 i un 28,7% 65 anys o més.
L'edat mediana era de 45 anys. Per cada 100 dones de 18 o més anys hi havia 74,9 homes.
La renda mediana per habitatge era de 28.205 $ i la renda mediana per família de 40.250 $. Els homes tenien una renda mediana de 28.167 $ mentre que les dones 17.426 $. La renda per capita de la població era de 16.942 $. Aproximadament el 7,4% de les famílies i l'11,5% de la població estaven per davall del llindar de pobresa.

## Poblacions més properes
El següent diagrama mostra les poblacions més properes.